# Appius Claudius Caecus
Appius Claudius Caecus (přízvisko Caecus znamená latinsky „slepý“; kolem 340 př. n. l. – 273 př. n. l.) byl římský politik a státník pocházející z bohaté patricijské rodiny.

## Biografie
V roce 312 př. n. l. byl Appius Claudius ustanoven cenzorem, třebaže předtím nevykonával konzulát. Za svoji podivuhodně rychlou politickou kariéru vděčil především podpoře nižších společenských vrstev, neboť povoloval synům propuštěných otroků přístup do římského senátu a uděloval volební právo mužům z venkovských tribuí, kteří nevlastnili žádnou půdu. Během druhé samnitské války byl zastáncem zakládání římských kolonií v Latiu a v Kampánii, které měly posloužit k posílení obrany těchto území proti Samnitům a Etruskům.
V době, kdy zastával censuru, dal postavit tzv. Appiovu cestu (latinsky via Appia), strategicky důležitou silnici spojující Řím s městem Capua (v roce 267 př. n. l. byla prodloužena až do Brundisia). Dále byl iniciátorem výstavby prvního akvaduktu do města Říma, jenž byl po něm pojmenován Aqua Appia. Rovněž jako první publikoval seznam procesních pravidel a formulí v římském právu (nedodržení správného postupu vedlo ke ztrátě soudního sporu), jejichž znalost byla do té doby vyhrazena pouze kněžím (pontifices). Později byl v letech 307 př. n. l. a 296 př. n. l. dvakrát zvolen konzulem a v letech 292 př. n. l. a 285 př. n. l. byl dvakrát jmenován diktátorem.
Appius Claudius prosadil také reformu latinského pravopisu a zabýval se literaturou a rétorikou. V roce 280 př. n. l., ačkoliv byl tehdy již slepý, pronesl před vyslancem épeirského krále Pyrrha slavnou řeč, v níž prohlásil, že Řím nikdy nekapituluje. Tato řeč byla prvním zaznamenaným projevem v latinském jazyce, jenž byl znám ještě v dobách Cicerona. Kromě jiného obsahovala také známou větu Fabrum esse suae quemque fortunae, která je překládána jako „Každý svého štěstí strůjce“.